# Iarnród Éireann

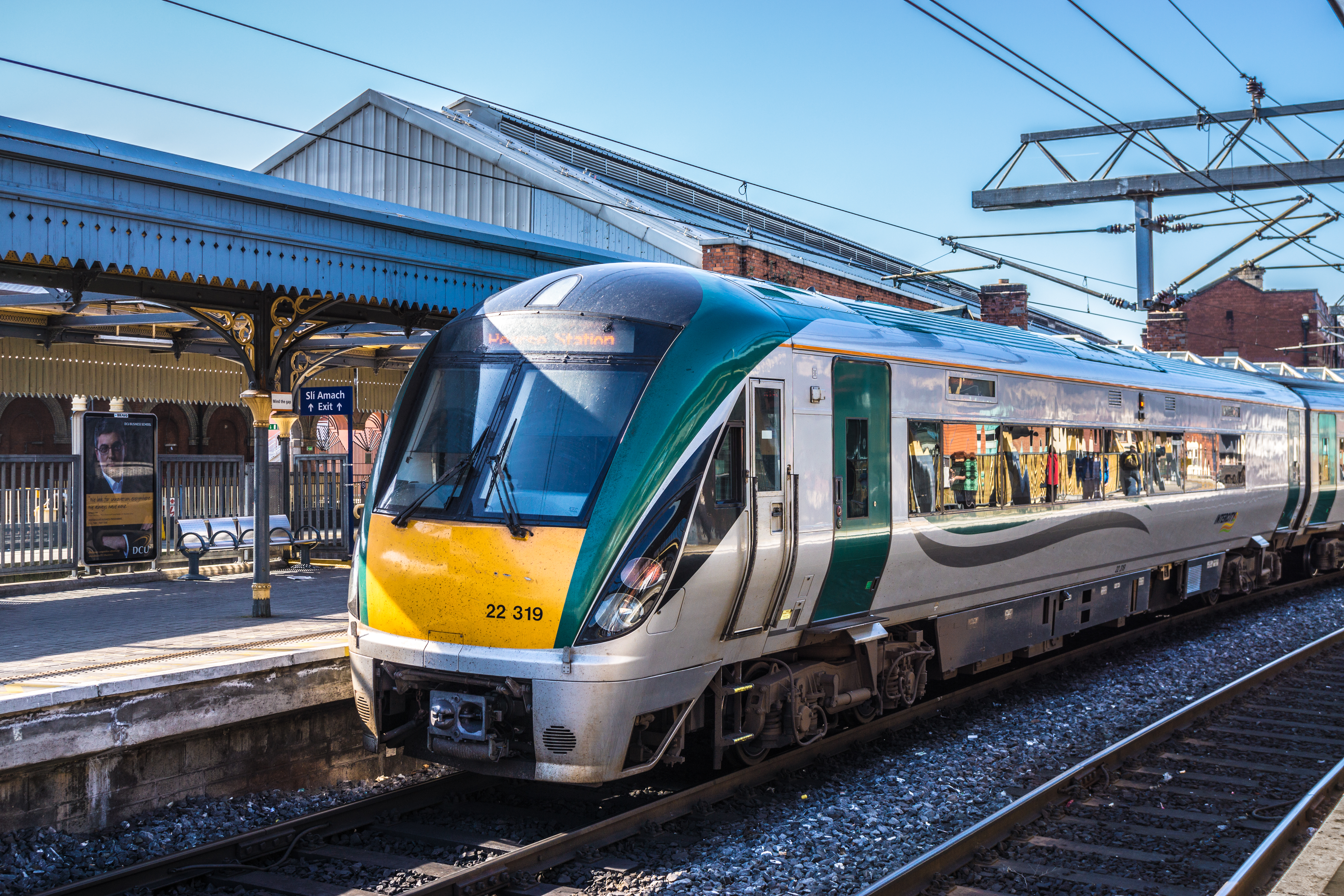
Trein op station Dublin-Connolly

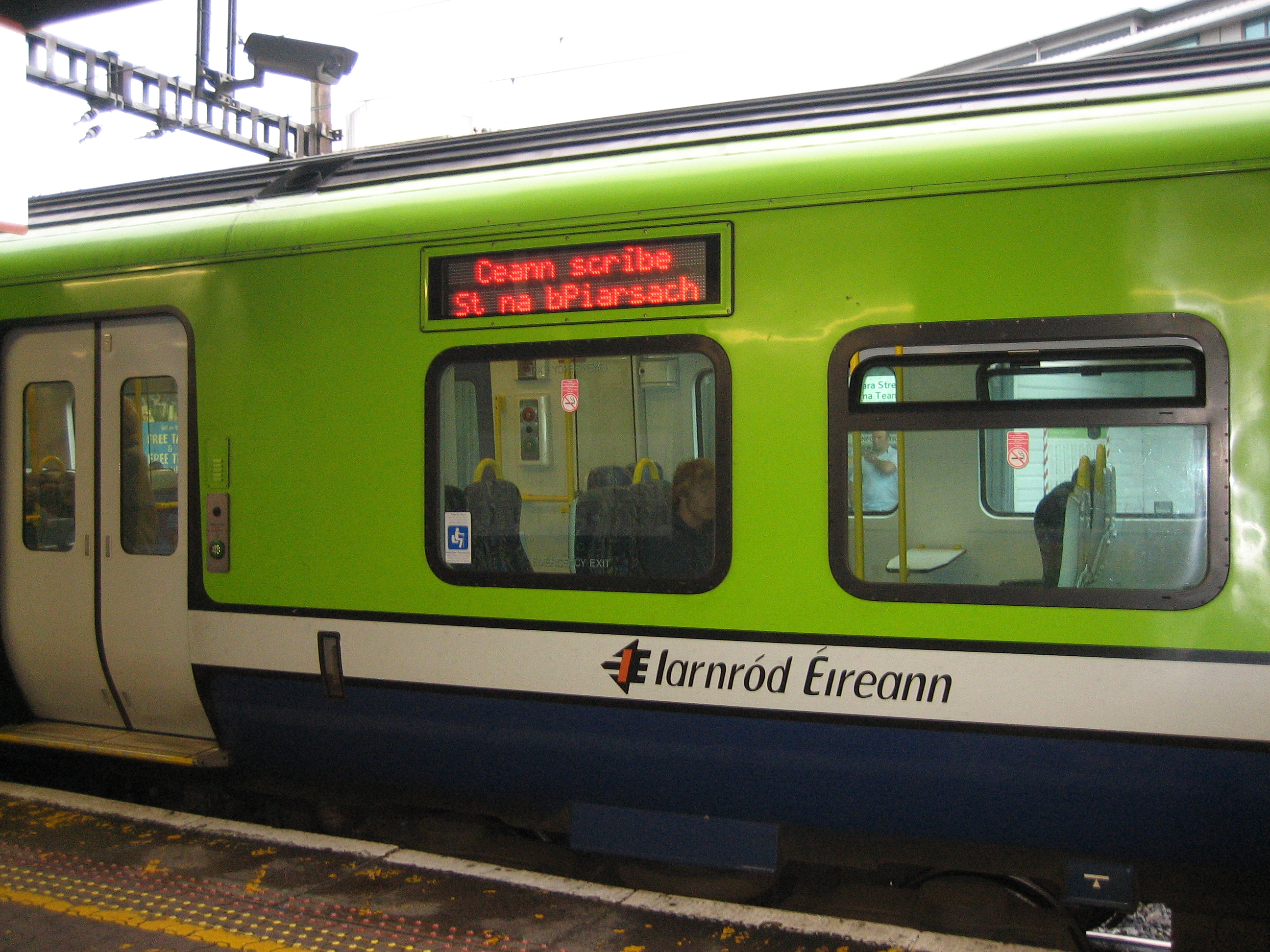
Forensentrein van IÉ

Iarnród Éireann (Iers-Gaelisch spreek uit: Eernrood Eirinn, Engels: Irish Rail, afkorting IÉ) is het nationale spoorwegbedrijf van Ierland. Het bedrijf is onderdeel van Córas Iompair Éireann, de instantie die het openbaar vervoer in Ierland verzorgt. Naast het verzorgen van al het treinverkeer in Ierland, wordt in samenwerking met Northern Ireland Railways de Enterprise, de verbinding tussen Dublin en Belfast uitgevoerd.
Toen IÉ werd opgericht in februari 1987 noemde het bedrijf zichzelf Irish Rail. De afkorting IR werd op borden echter vaak door vandalen veranderd in IRA. Dit was een van de redenen om vanaf 1994 in het openbare verkeer de Gaelische naam te gebruiken, hoewel de officiële benaming van het bedrijf nog steeds Iarnród Éireann - Irish Rail is. Iarnród is niet echt Iers, het is de Ierse verbastering van Iron Road.
In Ierland rijden de treinen op een spoorwijdte van 1600 millimeter.

## Diensten
IÉ kent naast de al genoemde Enterprise drie soorten treindiensten: een intercitydienst (InterCity), een forensendienst (Commuter) en de DART, een stadsspoorweg in de regio Dublin.
Dublin is de spil van het Ierse spoorwegnet. Vanaf Station Dublin-Heuston en Station Dublin-Connolly vertrekken InterCity's naar alle richtingen waaronder Cork, Limerick, Tralee, Galway, Waterford, de haven van Rosslare, Sligo, Westport en Ballina.
De forensentreinen, Commuter genoemd, rijden vooral in de omgeving van Dublin, al zijn er ook diensten rond Cork en Limerick.
Dublin Area Rapid Transit of DART-diensten worden uitgevoerd op de enige geëlektrificeerde spoorlijn van Ierland, het deel van de spoorlijn Dublin - Rosslare van Malahide/Howth ten noorden van Dublin naar Greystones in het zuiden. In totaal worden hiermee 30 stations bediend. Over hetzelfde spoor als de DART-treinen rijden ook treinen van de merken Commuter en Intercity, maar dat zijn dieseltreinen.

### SailRail
SailRail verkoopt combinatietickets voor de trein en overtocht met de veerboot. Tussen Ierland en Engeland zijn Transport for Wales, Iarnród Éireann, alsmede Irish Ferries en Stena Line actief samen met SailRail. SailRail is eveneens actief tussen Noord-Ierland en Schotland, samen met Northern Ireland Railways, Stena Line en ScotRail.